# Rumdoodle Peak
Rumdoodle Peak är en bergstopp i Antarktis. Den ligger i Östantarktis. Australien gör anspråk på området. Toppen på Rumdoodle Peak är 877 meter över havet.
Terrängen runt Rumdoodle Peak är platt åt sydost, men åt nordväst är den kuperad. Trakten är glest befolkad. Närmaste befolkade plats är Mawson Station, 19,1 kilometer norr om Rumdoodle Peak. 